# World Association of Investment Promotion Agencies
Die World Association of Investment Promotion Agencies (WAIPA) ist eine von der Konferenz der Vereinten Nationen für Handel und Entwicklung (United Nations Conference on Trade and Development/UNCTAD) gegründete Nichtregierungsorganisation und fungiert als Forum für Investitionsförderungsagenturen (Investment Promotion Agencies). Sie hat Networking-Charakter und bietet Best Practice-Lösungen für ihre Mitglieder.
Die Ziele von WAIPA sind:
- Die Kooperation zwischen den Investitionsförderungsagenturen zu fördern
- Methoden der Informationseinholung auszubauen und die Verwendung von Informationen durch Zugang zu Daten zu erleichtern
- Erfahrungen von Ländern und Regionen hinsichtlich Investitionsförderungen zu teilen
- Den Investitionsförderungsagenturen Hilfestellung zu leisten
- Technische Hilfestellung zu geben sowie Trainings und Schulungen zu fördern und abzuhalten

Das Sekretariat wurde 1995 in Genf gegründet, wo sich der rechtliche Sitz befindet. Die Hauptverwaltung befindet sich seit 2015 in Istanbul (Chapter I, Article I WAIPA Statute).
Die Organisation hat 170+ Mitgliedsagenturen auf nationaler und regionaler Ebene aus 130 Staaten.